# Hummelberg (Pfälzerwald)
Der Hummelberg – alternativ Hummelsberg genannt – ist ein 474,7 Meter hoher Berg im Pfälzerwald.

## Geographie

### Lage
Der Berg liegt innerhalb der Gemarkung der Ortsgemeinde Lemberg (Pfalz) nordöstlich von deren Siedlungsgebiet. Er umfasst mehrere Teilgipfel, darunter den 457,9 Meter hohen Schloßberg im Südwesten. Unmittelbar östlich erhebt sich der Große Schiffelskopf (457 m) und nordöstlich der Schnepfenberg.

### Naturräumliche Zuordnung
Zusammenfassend folgt die naturräumliche Zuordnung des Brechenbergs folgender Systematik:
- Großregion 1. Ordnung: Schichtstufenland beiderseits des Oberrheingrabens
- Großregion 2. Ordnung: Pfälzisch-Saarländisches Schichtstufenland
- Großregion 3. Ordnung: Pfälzerwald
- Region 4. Ordnung (Haupteinheit): Wasgau
- Region 5. Ordnung: Südwestlicher Pfälzerwald

## Beschreibung
Beim Hummelberg handelt es sich um einen prägnanten Rückenberg. Er ist vollständig bewaldet, wobei Mischwald dominiert.

## Bauwerke
Auf dem Bergkamm existieren mehrere Aussichtsfelsen, beispielsweise in Form der Reste der Burg Ruppertstein, einer einstigen Wehranlage. Auf dem westlichen Ausläufer „Schloßberg“ befindet sich die Burg Lemberg.

## Tourismus
Auf markiertem Wanderweg ist der Berg erreichbar; potentielle Ausgangspunkte sind der Parkplatz „Burg Lemberg“ oder der Ort Lemberg an sich. An seiner Nordflanke entlang führt ein mit einem blau-roten Balken gekennzeichneten Wanderweg, der von Kirchheimbolanden bis nach Pirmasens verläuft. Entlang seiner Südflanke verläuft der Fernwanderweg Pirmasens–Belfort.